# Represa de Bariri
La Represa Álvaro de Souza Lima o Bariri está localizada en el estado de São Paulo, Brasil, entre los municipios Bariri y Boracéia, embalsando las aguas del río Tieté. 
Su construcción se inició en 1960 y entró en operación en 1965, con una potencia total instalada de 143,1 MW, distribuida entre 3 turbinas tipo Kaplan de 47,7 MW cada una. La presa tiene una longitud de 856 metros y el embalse posee una superficie de 63 km².
Cuenta con una esclusa que permite la navegación a lo largo de la Hidrovía Paraná-Tieté.